# Stickney (Lincolnshire)
Stickney is een civil parish in het bestuurlijke gebied East Lindsey, in het Engelse graafschap Lincolnshire. Het dorp ligt ongeveer 13 km ten noorden van Boston en telde 1021 inwoners on 2001. Stickney komt in het Domesday Book (1086) voor als 'Stichenai'.